# Ytterbysjön
Ytterbysjön är en sjö i Lindesbergs kommun i Västmanland och ingår i Norrströms huvudavrinningsområde. Sjön har en area på 0,115 kvadratkilometer och ligger 90 meter över havet. Sjön avvattnas av vattendraget Sverkestaån (Ramshytteån).

## Delavrinningsområde
Ytterbysjön ingår i det delavrinningsområde (661036-147827) som SMHI kallar för Utloppet av Grönbosjön. Medelhöjden är 112 meter över havet och ytan är 65,49 kvadratkilometer. Räknas de 16 avrinningsområdena uppströms in blir den ackumulerade arean 389,48 kvadratkilometer. Sverkestaån (Ramshytteån) som avvattnar avrinningsområdet har biflödesordning 3, vilket innebär att vattnet flödar genom totalt 3 vattendrag innan det når havet efter 202 kilometer. Avrinningsområdet består mestadels av skog (75 procent) och sankmarker (11 procent). Avrinningsområdet har 1,66 kvadratkilometer vattenytor vilket ger det en sjöprocent på 2,5 procent.